# 2008年馬德里大師賽
2008年馬德里大師賽於2008年10月13日至10月19日在西班牙馬德里舉行的網球巡迴賽，場地為室內硬地，爲第7屆賽事。

## 冠軍

### 單打
安迪·穆雷 擊敗  吉爾·西蒙 （6–4、7–66）
- 這是費德勒今年的第4個冠軍與生涯第578座冠軍，也是第1座大師系列賽冠軍。

### 雙打
馬利尤斯·費騰柏格 /  馬辛·麥考斯基 擊敗  馬赫什·布帕蒂 /  馬克·諾爾斯（6–4、6–2）

## 外部連結
- 官方網站[]